# Пупашенко, Иван Трофимович
Иван Трофимович Пупашенко (3.09.1907, село Перебой, Воронежская губерния — 3.12.1990) — директор хлопкового совхоза имени Карла Маркса, Герой Социалистического Труда (1966). Депутат Верховного Совета Казахской ССР.

## Биография
Родился в селе Перебой Воронежской губернии (ныне — в составе села Покровка Павловского района Воронежской области). С раннего детства занимался батрачеством. В конце 20-х годов переехал в Казахстан. В 1929 году вступил в колхоз имени Джамбула Джамбулской области. Первоначально работал рядовым колхозником, позднее был назначен звеньевым полеводческого звена. С 1933 года работал старшим агрономом в Бурненской МТС Джувалинского района Чимкентской области. В 1939 году вступил в ВКП(б). С 1942 года был председателем Джувалинского и Пахта-Аральского районных исполнительных комитетов и секретарём Сары-Агачского райкома ВКП(б). В это же время работал начальником строительства Арысь-Туркестанского водстроя. В 1961 году был назначен директором хлопкового совхоза имени Карла Маркса Чимкентской области.
Будучи директором совхоза имени Карла Маркса, Иван Пупашенко вывел это сельскохозяйственное производство в число передовых по Джамбулской области. Урожайность хлопка повысилась до 22,4 центнера с гектара. За выдающиеся заслуги в сельском хозяйстве был удостоен в 1966 году звания Героя Социалистического Труда.

## Награды
- дважды Орден Трудового Красного Знамени;
- Герой Социалистического Труда — указом Президиума Верховного Совета СССР от 30 апреля 1966 года;
- Орден Ленина (1966);
- Орден Отечественной войны 2 степени.